# Oscar Ghez
Oscar Ghez de Castelnuovo (geboren 1905 in Sousse, Französisch-Nordafrika; gestorben 20. Februar 1998 in Genf) war ein tunesischer Unternehmer, Kunstsammler und Mäzen. Gemeinsam mit seinem Bruder baute er nach dem Ersten Weltkrieg in Italien eine Fabrik zur Herstellung von Kautschukprodukten auf, die das Familienvermögen begründete. Nach der Emigration während des Zweiten Weltkrieges in die Vereinigten Staaten kehrte er 1945 nach Europa zurück, wo ihm die weitere Expansion des Unternehmens gelang. 1960 verkaufte er das Unternehmen und widmete sich in großem Umfang dem Sammeln von Kunst. Oscar Ghez erwarb überwiegend Werke französischer oder in Frankreich  von der Mitte des 19. bis zur Mitte des 20. Jahrhunderts tätiger Künstler. Er war Begründer des Musée du Petit Palais in Genf, das 1968 in einer von ihm erworbenen Stadtvilla eröffnete. Darüber hinaus stiftete er 1978 der Universität Haifa mehr als 100 Kunstwerke.

## Familie und Jugend
Oscar Ghez kam 1905 in Sousse als Sohn des tunesischen Unternehmers Angelo Ghez und seiner Frau Corinne zur Welt. Seine aus Florenz stammende Mutter war die Tochter des Barons Giacomo di Castelnuovo, des Leibarztes von König Viktor Emanuel II. Sein Onkel Arturo di Castelnuovo war Abgeordneter im italienischen Parlament. Die Geschwister von Oscar Ghez waren der ältere Bruder Henri sowie die Schwestern Odette und Ketty. Die Familie verließ Tunesien und zog nach Marseille, als Oscar Ghez zehn Jahre alt war. Hier besuchte er zunächst das Gymnasium Saint-Charles, bevor er an die École Supérieure de Commerce wechselte. Diese Handelsschule schloss er als Siebzehnjähriger mit Auszeichnung ab.

## Aufbau einer Kautschukfabrik
Nach dem Ersten Weltkrieg ging Oscar Ghez nach Italien zu seinem Bruder Henri, der eine Ausbildung zum Diplom-Chemiker absolviert hatte. Zusammen begründeten sie in der Nähe von Rom eine Fabrik zur Herstellung von Produkten aus Kautschuk. Während sich Oscar Ghez um die finanziellen Angelegenheiten des Unternehmens kümmerte, lag der Aufgabenbereich seines Bruders Henri in der Fertigungsüberwachung und der Entwicklung neuer Produkte, wofür er einige Patente anmelden konnte. Während der Zeit der erfolgreichen Unternehmensentwicklung heiratete Oscar Ghez 1937 die aus Turin stammende Nella Treves, die Schwester des Malers Dario Treves.
Da der Vater der Ghez-Brüder Jude war, sahen sie sich durch die 1938 in Italien eingeleiteten italienischen Rassengesetzen (leggi razziali) gezwungen, mit ihren Familien das Land zu verlassen. Durch Verhandlungen gelang es Oscar Ghez die Fabrik bei Rom gegen eine Fabrik des italienischen Pirelli-Konzerns in der Nähe von Lyon zu tauschen. Hier konnten die Brüder Ghez das Unternehmen zunächst erfolgreich fortführen und entwickelten das erste Fließbandsystem zur Herstellung von Stiefeln und Röhren aus Kautschuk.

## Exil und Rückkehr nach Frankreich
Die Familie von Oscar Ghez lebte nach dem Wegzug aus Italien zunächst in der Schweiz, wo 1939 sein Sohn Claude geboren wurde. Nach Ausbruch des Zweiten Weltkrieges flüchteten Oscar und Henri Ghez mit ihren Familien über Spanien und Portugal in die Vereinigten Staaten. Hier ermöglichten ihnen die Erträge aus ihren Patenten einen bescheidenen Lebensstandard. Später arbeitete Oscar Ghez für das Verteidigungsministerium der Vereinigten Staaten als Berater für italienische Angelegenheiten. In dieser Funktion war er an der Planung der Landung amerikanischer Truppen in Italien beteiligt.
Kurz nach Beendigung der Kriegshandlungen kehrten die Familien Ghez 1945 zurück nach Lyon. In den Folgejahren konnten die beiden Brüder an den Erfolg des Unternehmens in der Vorkriegszeit anknüpfen und das Geschäft weiter expandieren. In den 1950er Jahren starben Nella, die Frau von Oscar Ghez, und sein Bruder Henri. Er war daraufhin gezwungen das Unternehmen allein weiterzuführen, was ihn schließlich 1960 dazu brachte, es zu verkaufen. Er zog sich anschließend vollständig aus dem Geschäftsleben zurück und ließ sich in Genf nieder, wo er bis zu seinem Lebensende wohnte.

## Aufbau der Kunstsammlung
Seit den 1950er Jahren widmete sich Oscar Ghez dem Aufbau einer eigenen Kunstsammlung. Zunächst erwarb er, neben alten Büchern und kunsthandwerklichen Arbeiten aus Elfenbein, Porzellan und chinesischer Jade, Gemälde italienischer Künstler, die in der Zeit zwischen dem Ersten und Zweiten Weltkrieg tätig waren. Hinzu kamen einige französische Künstler des 19. Jahrhunderts, wie beispielsweise Jean Jacques Henner. Wenig später konzentrierte sich Ghez auf den Künstlerkreis von Montmartre, deren Werke er zu dieser Zeit teilweise für nur wenige 100 Franc erwerben konnte. Hierzu zählten im Besonderen Arbeiten von Maurice Utrillo, Alphonse Leon Quizet und Théophile-Alexandre Steinlen, von dem Ghez einen größeren Werkblock erwarb. Wenig später erweiterte Ghez seine Sammlung um Arbeiten von Künstlern des Spätimpressionismus, Fauvismus und der später unter der Bezeichnung École de Paris zusammengefassten Künstler von Montparnasse. Einige der zu dieser Zeit noch lebenden Künstler wie Kees van Dongen, Emmanuel Mané-Katz, Moise Kisling und Tsuguharu Foujita lernte Ghez persönlich kennen und kaufte teils direkt Arbeiten aus ihren Ateliers.
Um einen Überblick über die immer größer werdende Sammlung zu erhalten, begann Oscar Ghez Schwester Ende der 1950er Jahre mit der systematischen Katalogisierung der Kunstwerke. Oscar Ghez konzentrierte sich bei seiner Sammelleidenschaft zunehmend auf Arbeiten vom ausgehenden 19. bis zur Mitte des 20. Jahrhunderts. Ausschlaggebend für den Erwerb von Kunstwerken war für Ghez vor allem sein eigener Geschmack. Aus diesem Grund fehlt in der Sammlung jegliche Art von abstrakter Kunst. Zudem befand Ghez, dass einige Künstler auf dem Kunstmarkt preislich überbewertet seien, weshalb beispielsweise Arbeiten von Künstlern wie Pablo Picasso oder Henri Matisse nur in geringem Umfang in seine Sammlung gelangten. Stattdessen sammelte er umso intensiver Kunstwerke von Künstlern, die der Kunstmarkt noch weitestgehend unbeachtet gelassen hatte. Hierzu gehörten Arbeiten von Gustave Caillebotte, Charles Angrand und Louis Valtat. Als einer der ersten Sammler erkannte er zudem den künstlerischen Wert der Gemälde von Künstlerinnen wie María Gutiérrez Blanchard und Marie Bracquemond.
Durch Zufall stieß Oscar Ghez in Paris auf Kunstwerke von jüdischen Künstlern, die im Holocaust umgekommen waren. Die auch als Peintres Juif à Paris bezeichneten Künstler kamen meist zwischen den beiden Weltkriegen aus Mittel- und Osteuropa nach Paris und bildeten durch die gemeinsame jiddische Sprache eine Gemeinschaft. Ghez suchte für seine Sammlung gezielt nach Arbeiten dieser nach 1945 zunächst in Vergessenheit geratenen Künstler. 1978 stiftete er 137 Kunstwerke von 18 dieser in Vernichtungslagern ums Leben gekommenen Künstler der Universität Haifa.

## Gründung eines Museums und letzte Lebensjahre
Nach dem Verkauf seines Unternehmens 1960 widmete sich Oscar Ghez fast ausschließlich seiner Kunstsammlung. Zunächst ohne geeignete eigene Ausstellungsmöglichkeiten präsentierte er 1965 Teile seiner Sammlung im Genfer Musée Rath. Im selben Jahr erwarb er in Genf eine neoklassizistische Stadtvilla am Rande der Altstadt als angemessenen Rahmen für eine Dauerpräsentation seiner Sammlung. Am 18. November 1968 eröffnete er in dieser Villa das Musée du Petit Palais. Darüber hinaus lieh er regelmäßig Kunstwerke zu Ausstellungen aus und erweiterte stetig seine Sammlung. 1972 heiratete Oscar Ghez seine zweite Frau Nicole.
In seinen letzten Lebensjahren erhielt Oscar Ghez zahlreiche internationale Auszeichnungen. Nachdem er bereits 1957 in Frankreich zum Chevalier de la Légion d’Honneur ernannt worden war, erfolgte später die Auszeichnung zum Officier de la Légion d’Honneur. Zudem erhielt er die Ernennung zum Chevalier des Arts et Lettres. In Italien wurde er zum Commendatore della Repubblika ernannt und war seit 1976 Mitglied der Accademia Tiberina. Zudem erhielt er die Ehrendoktorwürde der Universität Haifa und 1993 die höchste Auszeichnung der Stadt Genf, die Medaille Genève reconnaissante.
Oscar Ghez starb am 20. Februar 1998 in Genf. Seit seinem Tod ist sein Museum für die Öffentlichkeit geschlossen. Erbe der Kunstsammlung ist sein Sohn Claude Ghez, der als Professor für Neurowissenschaften an der New Yorker Columbia University arbeitet. Teile der Kunstsammlung zeigte Claude Ghez seit dieser Zeit regelmäßig auf internationalen Ausstellungen. Unter anderem waren Kunstwerke der Sammlung Oscar Ghez in Paris 2003, Rotterdam 2004, Québec 2006, Lodève 2007, Athen 2008 und Jena 2008/09 sowie 2011/12 zu sehen.

## Die Kunstsammlung

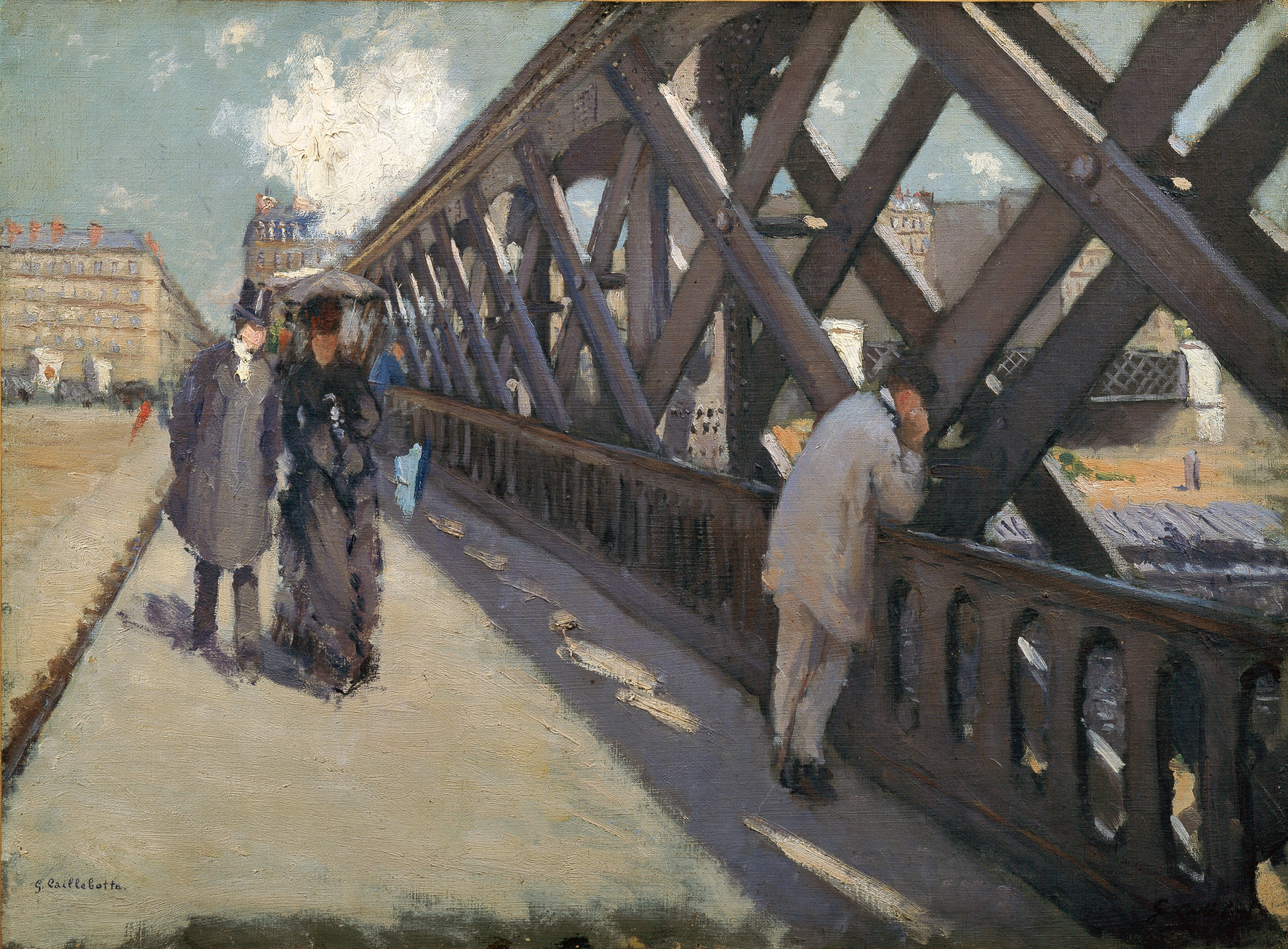
Gustave Caillebotte:
Le pont de l’Europe

In mehr als 30 Jahren sammelte Oscar Ghez mehr als 5000 Kunstwerke. Neben Gemälden, Aquarellen und Zeichnungen finden sich auch Skulpturen in dieser Sammlung. Zu den ältesten Gemälden gehören Arbeiten der Schule von Barbizon, wie etwa das 1866 entstandene Bild Bäuerin auf dem Feld von Jean-Baptiste Camille Corot. Gefolgt von Arbeiten eines Henri Fantin-Latour schließen sich zeitlich die Kunstwerke des Impressionismus an. Neben Bildern von Frédéric Bazille, Marie Bracquemond, Edgar Degas, Jean-Louis Forain, Armand Guillaumin, Henri Jean Guillaume Martin, Édouard Manet, Claude Monet und Pierre-Auguste Renoir ist es vor allem eine größere Anzahl von Gemälden von Gustave Caillebotte, die diese Stilrichtung in der Sammlung von Oscar Ghez repräsentieren. Hierzu zählt mit Le pont de l’Europe auch eines von Caillebottes Hauptwerken.
Der Spätimpressionismus ist in dieser Sammlung mit Kunstwerken von Charles Angrand, Paul Gauguin, Louis Hayet, Maximilien Luce, Henri Moret, Henri de Toulouse-Lautrec, Nicolas Tarkhoff, Louis Valtat, Félix Vallotton und Henry van de Velde vertreten. Hinzu kommen Werke des Pointillismus von Henri Edmond Cross, Théo van Rysselberghe und Paul Signac. Die nachfolgenden Kunstströmungen des Synthetismus sind mit Bildern von Émile Bernard, des Symbolismus mit Gemälden von Maurice Denis, Paul Ranson, Paul Sérusier und Édouard Vuillard und der Fauvismus mit Werken von Charles Camoin, Auguste-Elysée Chabaud, André Derain, Kees van Dongen, Raoul Dufy, Louis Legrand, Henri Charles Manguin, Albert Marquet, Henri Matisse, Jean Puy und Maurice de Vlaminck in dieser Sammlung zu sehen.
Oscar Ghez sammelte mit weiterem Schwerpunkt Kunstwerke, die zwischen den beiden Weltkriegen in Paris entstanden. Vom Künstlerkreis von Montmartre finden sich in seiner Sammlung Arbeiten von Maurice Utrillo, Alphonse Leon Quizet, Théophile-Alexandre Steinlen, André Utter  und Suzanne Valadon. Der Künstlerkreis von Montparnasse ist mit Gemälden von Tsuguharu Foujita, Max Jacob, Michel Kikoïne, Pinchus Kremegne, Emmanuel Mané-Katz, Moise Kisling und Chaim Soutine vertreten. Zudem finden sich mit Werken von Jules Pascin Arbeiten des Expressionismus, mit Werken von Marc Chagall und Ossip Zadkine Arbeiten des Primitivismus und mit Werken von Michail Fjodorowitsch Larionow Arbeiten des Rayonismus in der Sammlung Ghez. Hinzu kommen Werke des Art déco von Tamara de Lempicka, einzelne Arbeiten von Pablo Picasso und Giorgio de Chirico sowie kubistische Arbeiten von María Gutiérrez Blanchard, Jean Metzinger und Léopold Survage.
137 Arbeiten gingen 1978 als Stiftung an die Universität Haifa der Peintres Juif à Paris. Künstler dieser Gruppe waren Naum Arenson, Georges Ascher, Abraham Berline, Jacques Cytrynovitch, Henri Epstein, Alex  Fasini, Adolphe Feder, Jacques Gotko, Nathan Grunsweigh, Karl Haber, Joseph Hecht, Max Jacob, George Kars, Moise Kogan, Nathalie Kraemer, Roman Kramsztyk, Joachim Weingart, Leon Weissberg.

## Auszeichnung
- 1982: Komturkreuz des Verdienstordens der Italienischen Republik